# José María Fonollosa
José María Fonollosa, né à Barcelone (Catalogne) le 8 août 1922 et mort à Barcelone le 7 octobre 1991, est un poète barcelonais de la génération d'après-guerre et écrivant en castillan.

## Biographie
José María Fonollosa nait dans le quartier de Can Tunis à Barcelone, mais il grandit dans le quartier de Poble Sec. À 22 ans, en 1945, il publie son premier recueil de poèmes, La sombra de tu luz. Un second livre est publié en 1947, puis il part pour Cuba en 1951. Il y publie un troisième livre puis revient à Barcelone en 1961. Il publie alors des poèmes dans la revue Poesía Española. À partir de cette année, Fonollosa se met en retrait des cercles littéraires et cesse de publier jusqu'en 1990. Parrainé par Pere Gimferrer, il publie en 1990 son ouvrage le plus important, Ciudad del hombre: New York.
José María Fonollosa meurt à Barcelone en 1991. La reconnaissance sera posthume : depuis sa disparition, ses œuvres sont rééditées, des inédits sont publiés et nombre de ses poèmes ont été mis en musique par Joan Manuel Serrat ou Albert Pla, parmi d'autres.

## Œuvres
- La sombra de tu luz (1945)
- Umbral del silencio (1947)
- Blues y cantos espirituales negros (1951)
- Romancero de Martí (1955)
- Ciudad del hombre: New York (Sirmio, Barcelona, 1990). Pròleg de Pere Gimferrer.
- Ciudad del hombre: Barcelona (Bauma, Cuadernos de Poesía, Barcelona, 1993).
- Ciudad del hombre: Barcelona (DVD ediciones, Barcelona, 1996). Pròleg de José Ángel Cilleruelo.
- Poetas en la noche (Quaderns Crema, Barcelona, 1997)
- Ciudad del hombre: New York (Ediciones El Acantilado, 2000).
- Destrucción de la mañana (DVD ediciones, Barcelona, 2001). Pròleg i edició de José Ángel Cilleruelo.